# سونیا آدسارا
سونیا آدسارا (به انگلیسی: Sonia Adesara) (متولد ۱۹۹۰) یک پزشک و فعال بریتانیایی است که در زمینه سلامت جنسی و باروری تخصص دارد. او مدافع حقوق مهاجران و برابری جنسیتی است. او ریاست مشترک انجمن بین‌المللی زنان جوان پزشک را بر عهده دارد و در شورای مرکزی انجمن بهداشت سوسیالیست حضور دارد.

## سنین جوانی و تحصیل
آدسارا دختر یک پناهنده آسیایی-اوگاندایی است. او در دانشگاه ناتینگهام پزشکی خوانده است.

## حرفه
آدسارا دارای دکترای پزشکی و رئیس مشترک انجمن بین‌المللی زنان پزشک جوان و همکار کلینیکی مدیر پزشکی ملی در مک میلان است. او در ژوئیه ۲۰۱۹ عضو کمپین عمومی سرویس سلامت ملی بود او در مورد افزایش سخنان جنبش‌های ضد سقط جنین با توجه به رای برگزیت و انتخاب دونالد ترامپ نوشته است. آدسارا یکی از اعضای کمپین پارلمان ۵۰:۵۰ است که به دنبال افزایش نمایندگان زنان در کاخ وست مینستر است. او قبلاً ریاست شبکه بهداشت و درمان فابیان جوان را بر عهده داشته است.
در طول همه‌گیری کووید-۱۹، آدسارا به طبابت در مرکز لندن پرداخت. وی از رسانه‌های اجتماعی برای برقراری ارتباط و به اشتراک گذاشتن توصیه‌های بهداشت عمومی و همچنین نگرانی‌های خود در مورد شرایط رو به وخامت در بیمارستان‌ها استفاده نمود.

## جوایز و افتخارات
او توسط مجله Stylist به عنوان زن هفته در سال ۲۰۱۸ معرفی شد و در سال ۲۰۱۹ به عنوان ماری کلر فیوچر شیپر انتخاب شد در سال ۲۰۱۹ جایزه زن دستاورد جوان آسیایی به او اعطا شد.